# Mehr als Freunde
Mehr als Freunde ist ein deutscher Fernsehfilm der Frühling-Filmreihe von Thomas Jauch, der am 22. April 2018 erstmals im ZDF ausgestrahlt wurde.
Der Film erzählt die Geschichte der Dorfhelferin Katja Baumann, gespielt von Simone Thomalla, die Familien in Notsituationen zur Seite steht und gleichzeitig versucht Frühling in die Herzen der Menschen zu tragen. Es ist der fünfzehnte Film einer Reihe in deren Mittelpunkt die Menschen des Dorfes mit Namen Frühling stehen.
Marco Girnth ist in einer wiederkehrenden Rolle als Tierarzt Mark Weber besetzt, Caroline Ebner als Ärztin Dr. Schneiderhahn und Johannes Herrschmann als Pfarrer Sonnleitner. Ab dieser Folge sind Christoph M. Ohrt und Kristo Ferkic als Jan und Adrian Steinmann in tragenden Rollen dabei, ebenso Jan Sosniok als Tom Kleinke und Aniya Wendel als dessen Tochter Nora. Die Haupt-Gaststars dieser Folge sind Adina Vetter, Lara Tabea Günzel, Johanna Klante und Merab Ninidze.

## Handlung
Dorfhelferin Katja Baumann erreicht ein Notruf, in dem ihr die Anruferin mitteilt, dass sie sich umbringen will. Katja weiß zunächst nicht, um wen es sich handelt, kann sie dann aber nach einigen Recherchen als Judith Kleinke identifizieren, deren Familie sich vor einiger Zeit ein altes Bauernhaus in Frühling gekauft hatte. Sie macht sich auf den Weg zu ihr und findet eine sehr antriebslose und verzweifelte Frau vor. Ihre beiden Töchter leiden unter dem depressiven Zustand ihrer Mutter, wollen sich dies aber nicht eingestehen. Doch Katja lässt sich nicht abweisen und versucht der Familie zu helfen. Nur mühsam gelingt es ihr, das Vertrauen der älteren Tochter Nora und des sich sorgenden Ehemanns zu gewinnen. Dieser stimmt am Ende zu, seine Frau in eine Spezialklinik zu bringen. Katja hat den Verdacht, dass mit dem Haus etwas nicht stimmen könnte, denn auch Nora kränkelt zunehmend und die Blumen im Haus gedeihen nicht. Nach Katjas Recherche war auch der Hund der Vorbesitzer krank geworden und um ein Haar gestorben.
Privat ist Katjas Beziehung zu Dr. Cem Oktay ein wenig abgekühlt und so kommt sie Mark Weber wieder näher. Doch als sie endlich die erste Nacht mit ihm verbringt, steht Cem unangemeldet vor der Tür, der sich angesichts der sehr glücklich erscheinenden beiden wieder zurückzieht. Mark indessen muss dringend nach Leipzig zu seinem Vater, dem es sehr schlecht geht. Für die tierärztliche Vertretung konnte er die junge Portugiesin Filippa Furtado gewinnen, die mit ihren Kenntnissen der Ganzheitlichen Medizin auch bei den Menschen des Ortes Anerkennung erzielt. Katja hingegen begegnet ihr mit Skepsis, weil sie ein wenig eifersüchtig auf sie ist.

## Produktionsnotizen
Die Episode wurde vom ZDF in Zusammenarbeit mit „Seven Dogs Filmproduktion“ und UFA Fiction produziert und im Rahmen der ZDF-„Herzkino“-Reihe ausgestrahlt. Die Dreharbeiten erfolgten unter dem Arbeitstitel Frühling – Ein altes, schönes Haus vom 22. Mai bis zum 14. Juli 2017 in Bayrischzell und Umgebung.

## Rezeption

### Einschaltquote
Bei der Erstausstrahlung am 22. April 2018 wurde Mehr als Freunde in Deutschland von 4,90 Millionen Zuschauern gesehen, was einem Marktanteil von 14,6 Prozent entsprach.

### Kritik
Rainer Tittelbach von tittelbach.tv befand „dramaturgisch ist diese Episode extrem dicht, und die Inszenierung, die früher durch ihre Gleichförmigkeit manchmal etwas Belangloses bekam (was dann auf die Geschichten abfärbte), wirkt hier konzentrierter, sicherlich auch, weil einfach vieles und viel Grundlegendes erzählt wird. Besonders das Zusammenspiel von Musik und Bewegung (Kamera, Schnitt, Autofahrten durch die Natur), immer schon ein Markenzeichen der Reihe, trägt maßgeblich zur lockeren Stimmung des Films bei.“
Die Bewertung durch die Kritiker der Fernsehzeitschrift TV Spielfilm fiel gemischt aus: „Eine lustige entlaufene Kuh, die im rustikalen Wohnzimmer eines Besserverdienerhaushalts den gedeckten Tisch abräumt, ist eines der wenigen komödiantischen Highlights dieser Familiendramödie um Depressionen (Vetter spielt klasse!), soziales Engagement, ein paar urige Typen – und ein verstorbenes Meerschweinchen.“ Fazit: „Viele gute Taten machen keine guten Film.“